# Godello
La godello es una variedad de uva blanca de vino que crece en el noroeste de España, principalmente en la comarca gallega de Valdeorras y en la comarca leonesa de El Bierzo. Se cree que la uva gouveio, que se encuentra sobre todo en la región portuguesa de Trás-os-Montes, es la misma variedad.

## Historia
Esta variedad ya fue mencionada por varios autores en los siglos XVI, XIII y XIX. Los viñedos más antiguos que existen de esta variedad están en la D.O. Tierra del Vino en Villamor de los Escuderos (Zamora) con muchas cepas bicentenarias, del año 1800 aproximadamente, de las que aún hoy se hacen vinos únicos.También fueron plantados en la región gallega de Valdeorras en 1885 por el viticultor José Ramón Gayoso. Cuando Ramón Gayoso plantaba sus viñedos con la variedad, autóctona de Galicia, el resto de viticultores optaba por plantar variedades extranjeras tras la plaga de filoxera. En la actualidad, la godello es la uva más importante de la Denominación de Origen (DO) Valdeorras.

## Regiones
La godello está presente en Galicia y, en menor medida, en Castilla y León. En Galicia, es más abundante en la DO Valdeorras, donde las plantaciones han aumentado tras un periodo de declive. El total de las plantaciones españolas de godello era de 880 ha en 2004 y de 1153 ha en 2008.
En 2016 había 2.050 ha en Portugal (donde es conocida como gouveio) y 1.194 ha en España. En Portugal las plantaciones están concentradas la región de Trás-os-Montes, donde suponen el 60% de las viñas.

## Viticultura
Su época de desborre es precoz y es una variedad de maduración muy temprana. Tiene un vigor medio-alto y un porte erguido. La vid tiene una fertilidad elevada. Es más productiva que la albariño.
Precisa una poda media. Es apta para terrenos secos. Es muy poco sensible a la botrytis y tiene una sensibilidad media al mildiu y al oídio.
Claves de clasificación para identificar la variedad Godello en Bierzo a observar entre cuajado y envero:
- Seno peciolar muy abierto, con forma de corchete o llave.
- Pámpano verde, con rayas rojas.
- Envés de las hojas menos lanoso que la Doña Blanca.
- Racimo de tamaño pequeño, con bayas ligeramente elípticas.

## Vinos
Produce vinos monovarietales con una acidez y un nivel de alcohol medio-elevado. Tiene un gusto suavemente amielado y un amargor elegante. En 2011 Jay Miller de Parker dio 90 puntos a un vino de godello de 2010 llamado Rúa. Esto hizo que la godello podía producir ejemplares a la altura de los mejores vinos de la DO Rías Bajas. Estos vinos pueden fermentarse y criarse en barricas de roble, pudiendo desarrollar aromas más complejos, a frutas y florales, y notas de sabor a almendras.

## Origen y sinónimos
La gouveio portuguesa analizada es un cruce entre savagnin y castellana blanca. Los sinónimos de esta gouveio son: godello, godella, agodello, agodenho, agudanho, agudelha, agudelho, agudello, agudelo, agudenho, berdello, cumbrao, godelho, godenho, godilho, gouveio branco, gouveio real, guveio, guvejo, ojo de gallo, prieto picudo blanco, quveyo, trincadente, verdeiho, verdeleu, verdelho, verdelho branco,verdelho de madeira, verdelho do dao, verdelho du dao y verdello.